# Dame-Marie-les-Bois
Dame-Marie-les-Bois és un municipi francès, situat al departament de l'Indre i Loira i a la regió de Centre – Vall del Loira. L'any 2007 tenia 336 habitants.

## Demografia

### Població
El 2007 la població de fet de Dame-Marie-les-Bois era de 336 persones. Hi havia 123 famílies, de les quals 25 eren unipersonals (8 homes vivint sols i 17 dones vivint soles), 47 parelles sense fills, 47 parelles amb fills i 4 famílies monoparentals amb fills.
La població ha evolucionat segons el següent gràfic:
Habitants censats

### Habitatges
El 2007 hi havia 162 habitatges, 131 eren l'habitatge principal de la família, 18 eren segones residències i 13 estaven desocupats. 161 eren cases i 1 era un apartament. Dels 131 habitatges principals, 104 estaven ocupats pels seus propietaris, 25 estaven llogats i ocupats pels llogaters i 2 estaven cedits a títol gratuït; 1 tenia una cambra, 13 en tenien dues, 13 en tenien tres, 21 en tenien quatre i 84 en tenien cinc o més. 110 habitatges disposaven pel capbaix d'una plaça de pàrquing. A 40 habitatges hi havia un automòbil i a 84 n'hi havia dos o més.

### Piràmide de població
La piràmide de població per edats i sexe el 2009 era:
| Homes | Edats   | Dones |
| ----- | ------- | ----- |
| 0     | 95 o +  | 0     |
| 0     | 90 a 94 | 0     |
| 0     | 85 a 89 | 0     |
| 0     | 80 a 84 | 0     |
| 4     | 75 a 79 | 0     |
| 20    | 70 a 74 | 16    |
| 8     | 65 a 69 | 16    |
| 0     | 60 a 64 | 4     |
| 4     | 55 a 59 | 4     |
| 20    | 50 a 54 | 12    |
| 20    | 45 a 49 | 12    |
| 0     | 40 a 44 | 0     |
| 8     | 35 a 39 | 8     |
| 12    | 30 a 34 | 16    |
| 4     | 25 a 29 | 8     |
| 12    | 20 a 24 | 4     |
| 4     | 15 a 19 | 8     |
| 4     | 10 a 14 | 4     |
| 4     | 5 a 9   | 4     |
| 12    | 0 a 4   | 4     |

## Economia
El 2007 la població en edat de treballar era de 227 persones, 176 eren actives i 51 eren inactives. De les 176 persones actives 165 estaven ocupades (94 homes i 71 dones) i 11 estaven aturades (5 homes i 6 dones). De les 51 persones inactives 18 estaven jubilades, 15 estaven estudiant i 18 estaven classificades com a «altres inactius».

### Ingressos
El 2009 a Dame-Marie-les-Bois hi havia 126 unitats fiscals que integraven 330 persones, la mediana anual d'ingressos fiscals per persona era de 17.437,5 €.

### Activitats econòmiques
Dels 11 establiments que hi havia el 2007, 1 era d'una empresa alimentària, 2 d'empreses de fabricació d'altres productes industrials, 2 d'empreses de construcció, 1 d'una empresa de comerç i reparació d'automòbils, 2 d'empreses d'hostatgeria i restauració i 3 d'empreses de serveis.
Dels 2 establiments de servei als particulars que hi havia el 2009, 1 era un paleta i 1 fusteria.
Dels 2 establiments comercials que hi havia el 2009, 1 era una botiga de menys de 120 m² i 1 una sabateria.
L'any 2000 a Dame-Marie-les-Bois hi havia 7 explotacions agrícoles que ocupaven un total de 584 hectàrees.

## Equipaments sanitaris i escolars
El 2009 hi havia una escola elemental integrada dins d'un grup escolar amb les comunes properes formant una escola dispersa.

## Poblacions més properes
El següent diagrama mostra les poblacions més properes.